# Stillicidio ematico
Con il termine stillicidio ematico si indica una piccola e continua perdita di sangue, ad esempio dall'apparato gastrointestinale o genito-urinario; la perdita di sangue può essere intermittente, sovente di colore scuro.
Microemorragie puntiformi, o ulcere di piccole dimensioni, possono generare uno stillicidio ematico con feci di colore normale, causando anemia.   
Nell'apparato urogenitale, la presenza di tracce macroscopiche di sangue nel secreto vaginale al di fuori del ciclo mestruale può essere associato all'inizio della gravidanza.  